# Živec
Živec (latinsko nervus, kratica n.) je snop vzporedno potekajočih živčnih vlaken (aksonov), ki je obdan z vezivno ovojnico ter služi pri človeku in živalih prenosu informacij med osrednjim živčevjem in ostalimi predeli organizma. Živci so del perifernega živčevja. 

## Zgradba
Posamezno živčno vlakno v živcu je obdano z vezivno ovojnico, imenovano endonevrij. Več živčnih vlaken v živcu tvori snope, ki so prav tako obdani z vezivno ovojnico - perinevrijem. Celoten živec je obdan z vezivnim epinevrijem. 

## Delitev
Glede na izvor živca ločimo spinalne živce, ki izhajajo iz hrbtenjače, ter možganske živce, ki izhajajo neposredno iz možganov. 
Glede na smer prevajanja informacij ločimo dovodne (aferentne) in odvodne (eferentne) živce. Dovodni živci prenašajo informacije o občutkih iz telesa do osrednjega živčevja, odvodni živci pa v obratni smeri prenašajo ukaze za gibanje (motoriko). Tako aferentni živci zaznavajo notranje in zunanje dražljaje (položaj telesa, dotik, vibracije, bolečina, sluh, vid, okus...), eferentni živci pa prevajajo signale za gibanje (motoriko) in izločanje raznih žlez (izločanje znoja, sline....). Večina živcev je mešanih in vključuje tako aferentno kot eferentno nitje.
Po tarčnem območju, ki ga aferentni ali eferentni živci oživčujejo, nadalje živce delimo v telesne (somatične) in drobovne (visceralne). Prvi oživčujejo telesno obrobje, drugi pa drobovje. 